# Brasilotyphlus
Brasilotyphlus is een geslacht van wormsalamanders uit de familie Siphonopidae.
De groep werd voor het eerst wetenschappelijk beschreven door Edward Harrison Taylor in 1968. Oorspronkelijk werd de wetenschappelijke naam Gymnopis braziliensis gebruikt. Het geslacht was lange tijd monotypisch en telde slechts een enkele soort tot in 2009 een tweede soort aan het geslacht werd toegekend. De groep werd tot recentelijk tot de familie Caeciliidae gerekend.
Beide soorten zijn bodembewoners die leven in vochtige bossen. De soorten komen voor in Zuid-Amerika en leven endemisch in Brazilië.

## Soorten
Geslacht Brasilotyphlus
- Soort Brasilotyphlus braziliensis
- Soort Brasilotyphlus guarantanus